# 伊姆雷·西蒙
伊姆雷·西蒙（匈牙利語：Imre Simon，1943年8月14日—2009年8月13日）是一名匈牙利裔巴西數學家和計算機科學家。
伊姆雷的研究主要集中於理論計算機科學、自動機理論和熱帶數學，這是他創立的一門學科，因其住在巴西而得名。他是巴西聖保羅大學的數學教授。他還積極關注知識財產權與協作式工作的問題，並熱衷於倡導開放的協作資訊系統，維基百科就是其中一個例子。
伊姆雷於1972年在滑鐵盧大學獲得博士學位，師從雅努什·布若佐夫斯基。
2009年8月13日，伊姆雷因肺癌而在聖保羅病逝，享年65歲。

## 外部連結
- 伊姆雷·西蒙在數學譜系計畫的資料。
- 個人網頁 （页面存档备份，存于）